# Mełno (See)
Der Mełno (deutsch Melnosee, älter auch Meldensee) liegt in der Gemeinde Gruta im Powiat Grudziądzki in der polnischen Woiwodschaft Kujawien-Pommern.
Der rund anderthalb Quadratkilometer große See wird von einer Vielzahl von Quellen gespeist und entwässert zur Osa.
Laut einer Untersuchung im Jahr 2005 hatte das Wasser des Sees die Güteklasse 3.

## Geschichte
Der See wurde nach der gleichnamigen Ortschaft im Oberland benannt. Hier wurde am 27. September 1422 der Friede vom Melnosee geschlossen.